# Kung Fu Panda
Kung Fu Panda és una pel·lícula d'animació de Dreamworks dirigida per Mark Osborne i John Stevenson. Es va estrenar als Estats Units el 6 de juny del 2008 i a Espanya l'11 de juliol del 2008.

## Argument
Po és un panda fanàtic del Kung Fu que, malgrat ser l'animal més mandrós de la Vall de la Pau, serà l'únic que podrà salvar-los tots del malvat Tai Lung, un antic deixeble del mestre Shifu. Però per convertir-se en un guerrer del Kung Fu, Po haurà de suportar dures proves del seu mestre en companyia dels seus cinc companys i demostrar que ell és l'elegit.

## Repartiment
| Personatge       | Veu en anglès         | Veu en català         |
| ---------------- | --------------------- | --------------------- |
| Po               | Jack Black            | Carles di Blasi       |
| Shifu            | Dustin Hoffman        | Joaquim Díaz          |
| Tigressa         | Angelina Jolie        | Núria Mediavilla      |
| Tai Lung         | Ian McShane           | Joan Carles Gustems   |
| Mico             | Jackie Chan           | Lluís Posada          |
| Pregadeu         | Seth Rogen            | Xavier Fernández      |
| Vibra            | Lucy Liu              | Graciela Molina       |
| Grua             | David Cross           | Albert Trífol Segarra |
| Oogway           | Randall Duk Kim       | Eduard Lluís Muntada  |
| Sr. Ping         | James Hong            | Eduard Doncos         |
| Zeng             | Dan Fogler            | Aleix Estadella       |
| Comandant Vachir | Michael Clarke Duncan | Jordi Royo            |

## Versió en català
Només es va estrenar als cinemes la primera entrega en català. Tanmateix, tant la primera com la segona entrega es varen estrenar als territoris de parla catalana en català en DVD. Kung Fu Panda 3 es va estrenar doblada al català amb el suport de la Direcció General de Política Lingüística del Departament de Cultura de la Generalitat de Catalunya.

## Obra derivada
La pel·lícula ha tingut continuació a Kung Fu Panda 2, la sèrie Kung Fu Panda: Llegendes increïbles, i diversos jocs, entre ells Kung Fu Panda, desenvolupat per Activision i que va sortir en venda als Estats Units el 3 de juny de 2008 i a Espanya el 23 de juny de 2008. En ambdós casos, abans de l'estrena oficial.